# Carlo Lombardi

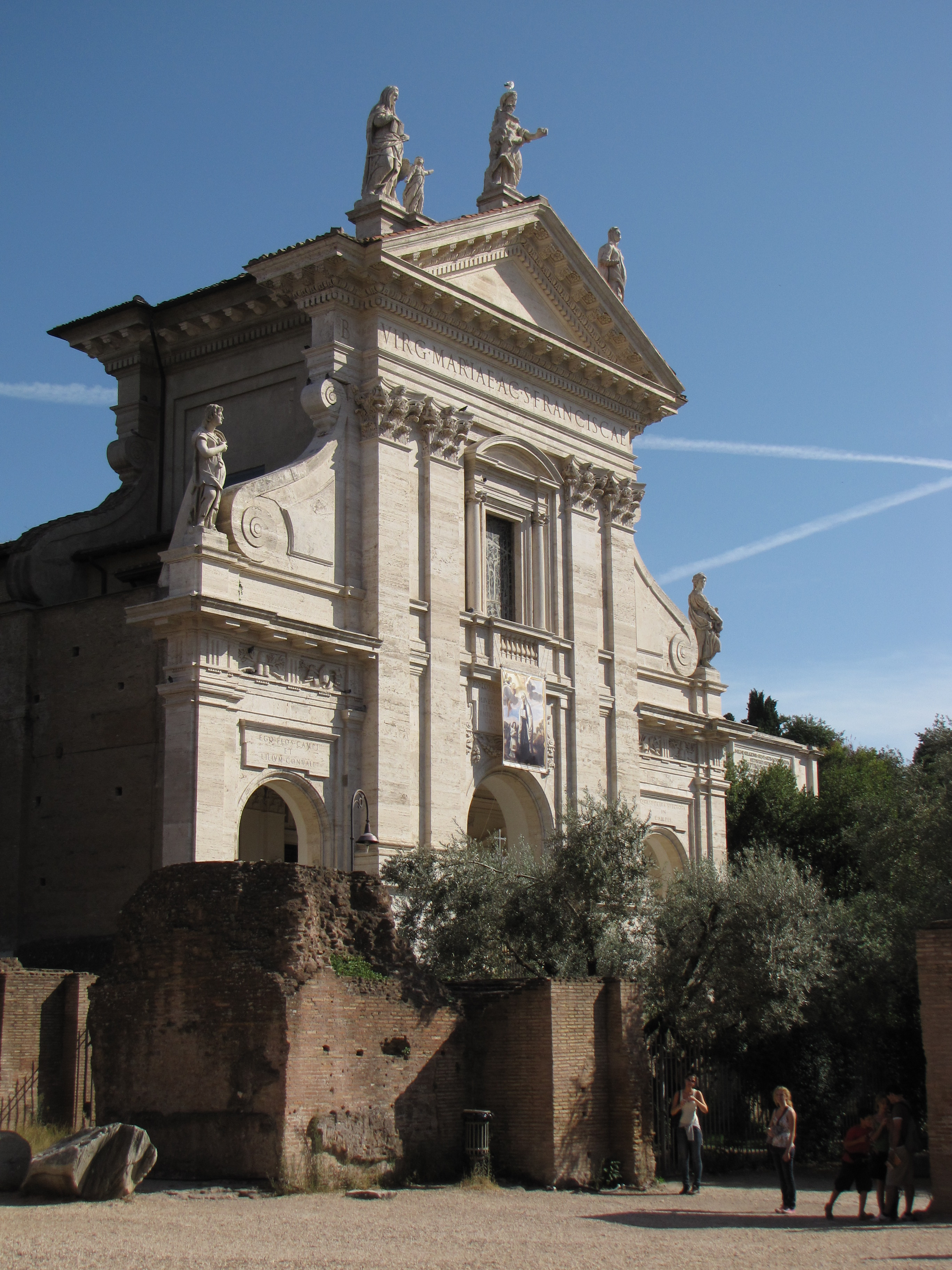
Fachada de Santa Francesca Romana, obra de Carlo Lombardi.

Carlo Lombardi (1559–1620 (61 anos)), chamado também de Lombardo, foi um arquiteto italiano do final do Renascimento e início do Barroco, nascido em Arezzo e ativo principalmente em Roma. Trabalhou no Palazzo Aldobrandini, no rione Pigna, na fachada de Santa Prisca e na villa Giustinianini, do lado de fora da Porta del Popolo. Escreveu também um livro sobre as cheias do Tibre.
Durante o pontificado do papa Paulo V, Carlo foi contratado pelos monges olivetanos do mosteiro de Santa Francesca Romana, no Fórum Romano, para projetar o pórtico de mármore e a fachada da igreja.